# Základní škola Dolní Kounice
Základní škola Dolní Kounice je základní škola ve městě Dolní Kounice, která byla založena roku 1910. Školu z významných osobností vystudovali např. Jindřich Svoboda, nebo František Psota. Dnes školu navštěvuje přes 350 žáků z Dolních Kounic a přilehlých obcí Bratčic, Mělčan, Kupařovic, Pravlova, Trboušan, Moravských Bránic a dalších.
Základní škola má 9 ročníků, vlastní jídelnu, školní družinu. Vyučuje se ve dvou budovách - U Sboru a Smetanova. Škola pravidelně pořádá akce jako den dětí, den Země, školní akademii, školu v přírodě, lyžařský výcvikový kurz, nebo třeba letní tábor. V areálu školy se konají různé mimoškolní aktivity pro zájemce ze širokého okolí.

## Historie

### Vznik stavba a existence školy
Prvním důležitým krokem pro vznik školy byl rok 1903. V tomto roce založila skupina vlastenců "Matici školskou", která přináší úsilí a vykonala první kroky k postavení České měšťanské školy v Dolních Kounicích, což se v roce 1910 uskutečnilo. Základní kámen byl položen dne 17. října 1909 na velké matiční slavnosti. Slavnostní otevření nové školy se konalo 4. září 1910. Lze říci, že na stavbě se podílel každý člen Matice školské a přispěly i obce z širokého okolí.
Od 1. září 1938 měla škola nový název Újezdní škola měšťanská. V době od září 1940 do dubna 1948 byla škola rozdělena na chlapeckou a dívčí, a to díky vládnímu nařízení roku 1941, kdy měly být všechny měšťanské školy přeměněny na 4 třídy výběrové a připojeny ke 4 třídám obecných škol. Vznikly tak osmiletky, které se po 4. třídě obecné dělily na chlapecké a dívčí.
Válečná situace se na škole velmi podepsala. V době osvobozování Kounic v dubnu 1945 utrpěla kvůli odstřelování značné škody.
Dne 1. září 1948 vešel v platnost nový zákon o jednotném školství. Chlapecká a dívčí škola byly sloučeny pod jednu správu s označením Střední škola I. a II. Obecná škola nadále působila pod názvem Národní škola. Od šk. roku 1952/1953 byly rozhodnutím krajského národního výboru sloučeny pod jednu správu. V roce 1953 však dochází k další výrazné změně. Od 1. září 1953 je zřízena osmiletá střední škola - obě střední školy a národní (obecná) škola byly sloučeny pod jedno ředitelství. Od 1. září 1960 je oficiálním názvem Základní devítiletá škola a vyučuje se v budovách Smetanova, Hlavní, Ve Sboru.
Ve šk. roce 1978/1979 je chod školy v budově Smetanova značně ovlivněn stavební činností Okresního stavebního podniku. Probíhají práce na přestavbě a přístavbě školní budovy s novými učebnami, kuchyní, jídelnou, kotelnou a uhelnou. Koncem 90. let se ještě mění kotelna z tuhých paliv na plyn. V roce 2000 probíhaly na škole oslavy 90. výročí založení školní budovy.

### Zajímavosti z kronik

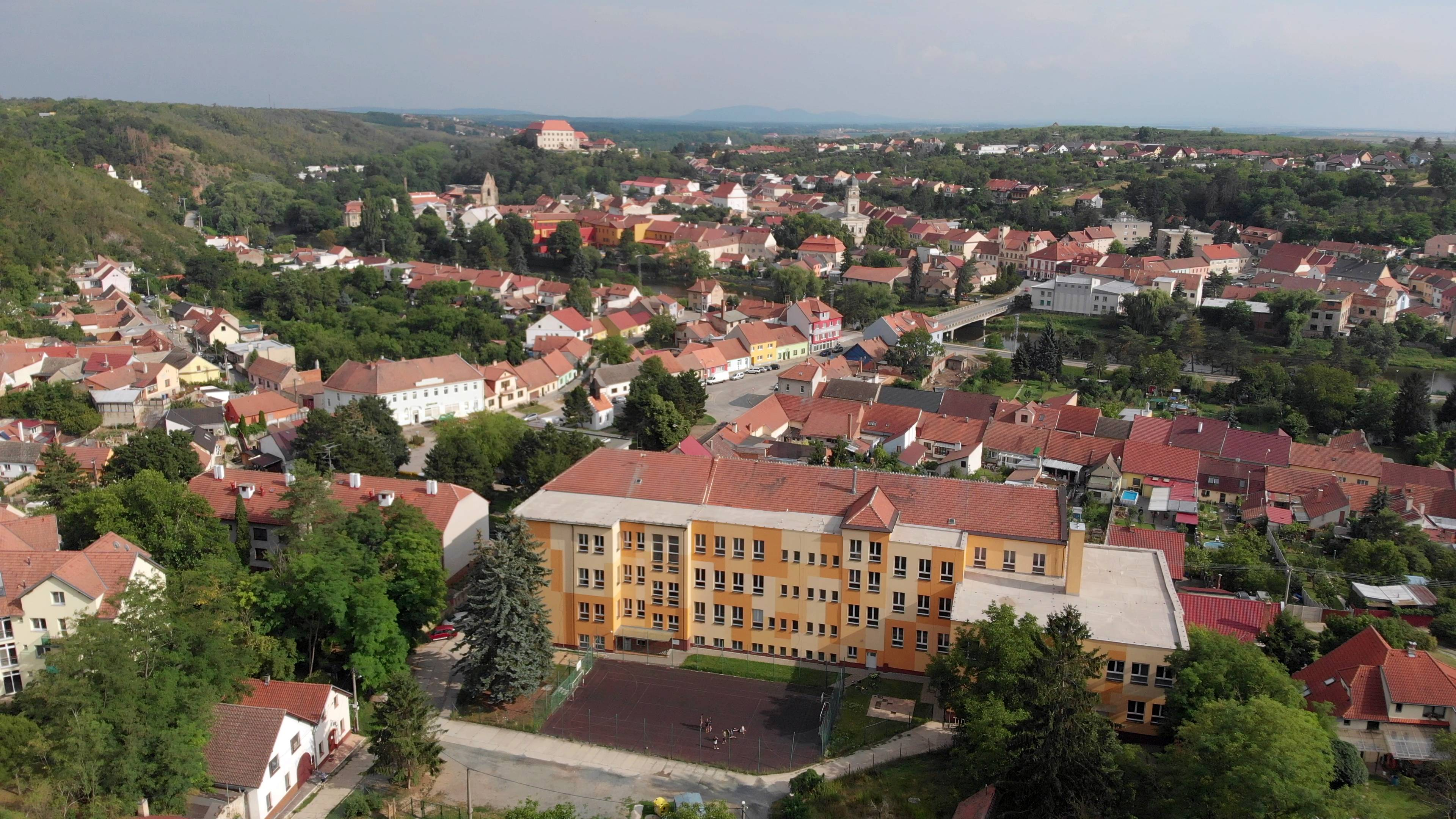
Budova školy a pohled na město Dolní Kounice

- 1941/1942 - 1. července 1942 je učitelům nařízena pracovní povinnost a to tři týdny po čtyřech hodinách. Po spáchání atentátu na Heydricha během operace Anthropoid bylo rodičům posláno prohlášení o povinnostech svých dětí - např. zákaz vycházení ve večerních hodinách.
- 1942/1943 - Ředitelem Vendolským byl zaveden árijský pozdrav. Na škole byl dvakrát proveden nácvik vyklizení školy při leteckém poplachu.
- 1943/1944 - Výuka němčiny rozšířena na 8 hodin týdně.
- 1944/1945 - Někteří učitelé se povinně účastnili zákopových prací, škola byla využívána německým vojskem. 15. dubna nad Dolními Kounicemi probíhají přelety letadel a letecké souboje, škola je z tohoto důvodu poškozena a 16. dubna je vyučování definitivně zastaveno. Škola byla poškozena i při osvobozování města a proto byly již v půli května zahájeny odklizovací práce. 23. května je slavnostně zahájeno vyučování. na škole studuje 280 žáků.
- 1953/1954 - Zřízena osmiletá škola. Nový celek měl 18 tříd s celkem 592 žáky.
- 1965/1966 - Žáci odpracovali při sběru bylin a odpadků více než 27 000 brigádnických hodin.
- 1989/1990 - Listopadové události ovlivnily i chod školy [2]. Ruský jazyk se stal nepovinným předmětem a žáci přestali při oslovování učitele používat oslovení "soudruhu" a opět se používal pane učiteli, paní učitelko.
- 1993/1994 - Na škole studuje 17 žáků z Jugoslávie, 40 žáků se účastní pobytového zájezdu do Itálie.
- 1999/2000 - Začínají se pořádat školní akademie a výstavy výtvarných prací žáků v klášteře.
- 2002/2003 - Škola zřizuje webové stránky a pořádá prázdninové tábory pro své žáky.
- 2007/2008 - Škola vyučuje podle vlastního školního vzdělávacího programu "Škola, jak ji neznáte".

### Ředitelé a počty žáků
Seznam ředitelů:
- 1908–1926 Ondřej Hošek
- 1926–1927 František Hradil
- 1927–1936 Vincenc Kazda
- 1938–1941 Vladislav Kavsnička
- 1941–1943 Tomáš Růžička
- 1941–1944 Olga Moclíková-Hájková
- 1943–1945 Jaroslav Vendolcký
- 1945–1953 Josef Pavelčík
- 1953–1954 Vojtěch Kraval
- 1954–1964 Adolf Sedláček
- 1964–1975 Ladislav Unger
- 1975–1980 Jiří Tupý
- 1980–1990 Marie Pokorná
- 1990–2017 Rostislav Kandrnál
- od 2017 Radim Dubčák

Počty žáků od roku 2000:
- 2000/2001 – 516 žáků
- 2001/2002 – 504 žáků
- 2002/2003 – 483 žáků
- 2003/2004 – 468 žáků
- 2004/2005 – 448 žáků
- 2005/2006 – 432 žáků
- 2006/2007 – 415 žáků
- 2007/2008 – 389 žáků
- 2008/2009 – 381 žáků
- 2009/2010 – 366 žáků

## Současnost
Každoročně v září škola nabírá nové žáky , kteří se zapsali v lednu. Při nástupu do školy jsou děti vyučovány v školní budově U Sboru známe také jako Barborka podle kostela sv. Barbory, který stojí vedle školy. Na této škole jsou vyučovány pouze první a druhé ročníky.
Vyšší ročníky přechází do budovy Smetanova, kde jsou od třetího až do devátého ročníku. V budově Smetanova je školní jídelna i školní družina. Výuka na škole probíhá podle dvou vzdělávacích programů. Pátý ročník prvního stupně se vyučuje podle vzdělávacího programu Základní škola a ostatní ročníky podle vzdělávacího programu Škola, jak ji neznáte.
Na škole již několik let pracuje školní parlament, ve kterém pracuje 16 volených zástupců (po 2 žácích z každé třídy 6. až 9. ročníku). Jejich prostřednictvím mohou žáci informovat vedení školy o tom, s čím jsou spokojeni a co by se dalo v škole zlepšit.

### Areál školy
V areálu školy  se nachází tělocvična, posilovna, školní jídelna a družina. Multifunkční oplocené hřiště s gumovým povrchem, velké hřiště s travnatým povrchem, školní zahrada.

### Akce školy

#### Lyžařský výcvikový kurz
Lyžařský kurz  se koná každoročně pro žáky nejen 7. ročníků základní školy, kterým je kurz určen. Na doplnění jezdí i žáci starší. Již několik let škola navštěvuje Jeseníky, konkrétně Hynčice pod Sušinou. Žáci jsou zde školeni, zkušenými instruktory i svými učiteli, o technikách lyžování, snowboardingu, ale také o chování na horách či údržbě vybavení. Ubytování se nachází přímo u sjezdovek a škola zapůjčuje vybavení. Lyžařský kurz je v osnovách výuky základní školy.

#### Letní tábor

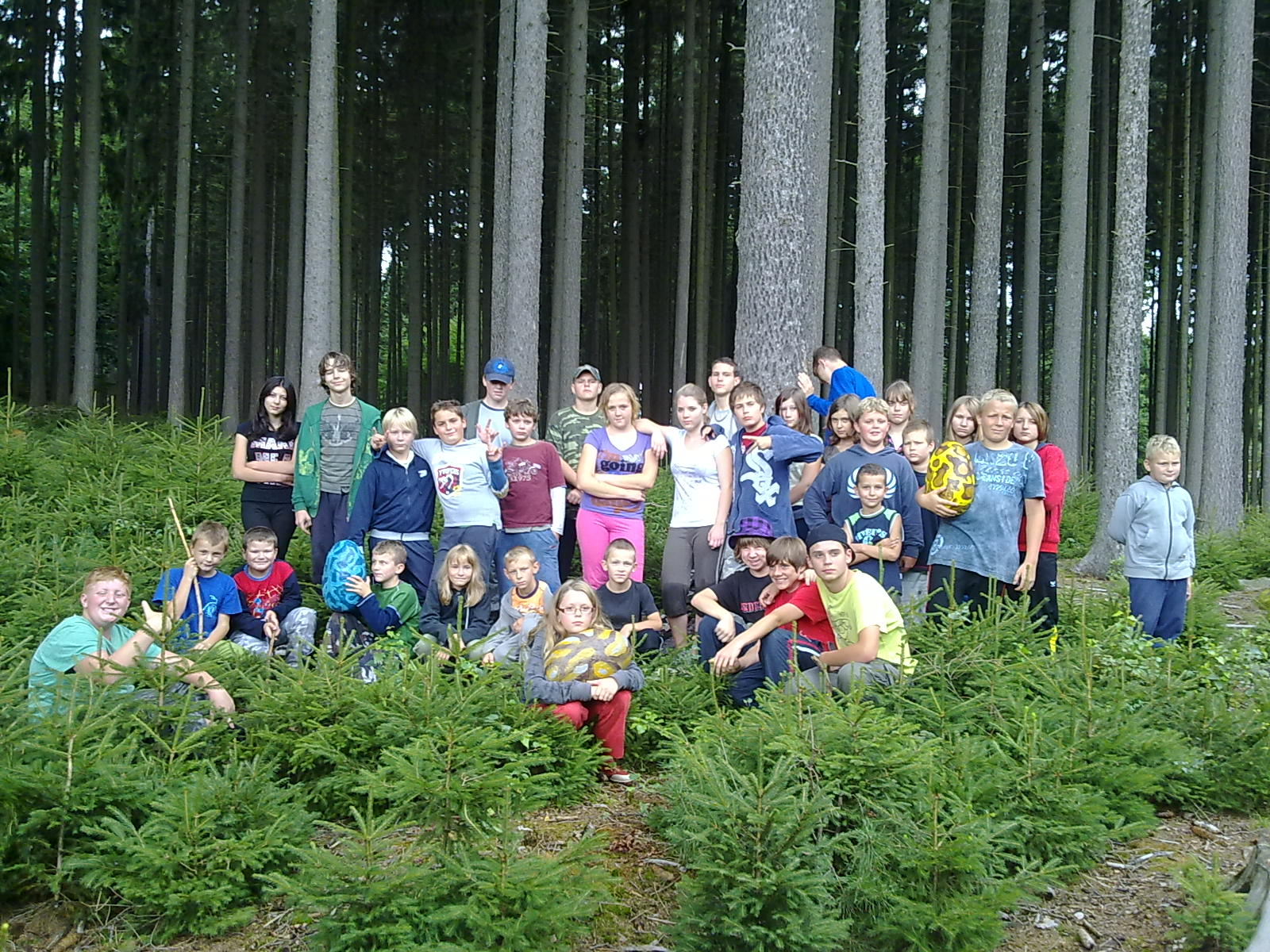
Tábor v Bohdalově

Školní tábor  je již tradiční akcí základní školy. Je uskutečněn pro žáky základní školy od 1.-8. ročníku. Pokud je místo a zájem jezdí i ostatní zájemci z jiných škol. Zpravidla se tábor koná každý rok koncem srpna v Bohdalově. Tábor je tematicky zaměřený.